# Liegi-Bastogne-Liegi femminile 2025
La Liegi-Bastogne-Liegi femminile 2025, nona edizione della corsa e valevole come quattordicesima prova dell'UCI Women's World Tour 2025 categoria 1.WWT, si svolse il 27 aprile 2025 su un percorso di 152,9 km, con partenza da Bastogne e arrivo a Liegi, in Belgio. La vittoria fu appannaggio della mauriziana Kimberley Le Court, la quale completò il percorso in 4h15'42", alla media di 35,878 km/h, precedendo le olandesi Puck Pieterse e Demi Vollering.
Sul traguardo di Liegi 194 cicliste, delle 140 accreditate alla partenza, portarono a termine la competizione.

## Squadre e corridori partecipanti
| N.      | Cod. | Squadra                     |
| ------- | ---- | --------------------------- |
| 1-6     | TFS  | FDJ-Suez                    |
| 11-16   | UAD  | UAE Team ADQ                |
| 21-26   | CSZ  | Canyon-SRAM Zondacrypto     |
| 31-36   | SDW  | Team SD Worx-Protime        |
| 41-45   | EFO  | EF Education-Oatly          |
| 51-56   | TVL  | Team Visma-Lease a Bike     |
| 61-66   | LTK  | Lidl-Trek                   |
| 71-76   | FDC  | Fenix-Deceuninck            |
| 81-86   | AGS  | AG Insurance-Soudal Team    |
| 91-96   | MOV  | Movistar Team               |
| 101-106 | TPP  | Team Picnic PostNL          |
| 111-116 | LKF  | Laboral Kutxa-Fund. Euskadi |

| N.      | Cod. | Squadra                    |
| ------- | ---- | -------------------------- |
| 121-126 | UXM  | Uno-X Mobility             |
| 131-136 | AUB  | St Michel-P. Home-Auber93  |
| 141-146 | CTC  | Ceratizit Pro Cycling Team |
| 151-156 | VWT  | VolkerWessels Pro Cycling  |
| 161-166 | CWT  | Cofidis Women Team         |
| 171-176 | ARK  | Arkéa-B&B Hotels Women     |
| 181-185 | LIV  | Liv AlUla Jayco            |
| 191-194 | CGS  | Roland                     |
| 201-206 | REP  | Team Coop-Repsol           |
| 211-216 | WOS  | Winspace Orange Seal       |
| 221-226 | LOL  | Lotto Ladies               |
| 231-236 | DDG  | DD Group Pro Cycling Team  |

## Ordine d'arrivo (Top 10)
| Pos. | Corridore             | Squadra      | Tempo    |
| ---- | --------------------- | ------------ | -------- |
| 1    | Kimberley Le Court    | AG-Soudal    | 4h15'42" |
| 2    | Puck Pieterse         | Fenix        | s.t.     |
| 3    | Demi Vollering        | FDJ-Suez     | s.t.     |
| 4    | Cédrine Kerbaol       | EF Education | s.t.     |
| 5    | Lotte Kopecky         | SD Worx      | a 24"    |
| 6    | Marlen Reusser        | Movistar     | s.t.     |
| 7    | Niamh Fisher-Black    | Lidl-Trek    | s.t.     |
| 8    | Monica Trinca Colonel | Liv AlUla    | s.t.     |
| 9    | Katarzyna Niewiadoma  | Canyon       | s.t.     |
| 10   | Yara Kastelijn        | Fenix        | s.t.     |